# 横浜市立矢向中学校
横浜市立矢向中学校（よこはましりつ やこうちゅうがっこう）は、神奈川県横浜市鶴見区矢向一丁目に所在する公立中学校。

## 沿革
出典
| 1962年 | 横浜市立市場中学校矢向分校として創立   |  |
| 1963年 | 横浜市立矢向小学校西町分校を転用し開校 |  |
|        | 校章制定                               |  |
|        | 女子標準服制定                         |  |
| 1965年 | 校旗制定                               |  |
|        | 校歌制定                               |  |
| 1970年 | 男女標準服制定                         |  |
| 2009年 | 標準服改定                             |  |

## 教育方針
3つの目標と、それに対する具体的目標を設定している。詳しくは横浜市立矢向中学校 学校教育目標参照。

## 部活動
出典

### 運動系部活動
- 野球部
- サッカー部
- 硬式テニス部
- バスケットボール部
- バドミントン部
- 水泳部
- 柔道部
- 剣道部
- 卓球部 - 2021年度創設

### 文化系部活動
- 吹奏楽部
- 合唱部
- 科学部
- 家庭科部
- 美術部

## 通学区域
出典
通学区域
- 横浜市鶴見区
  - 江ケ崎町
  - 尻手三丁目
  - 矢向一丁目 - 六丁目

進学前小学校
- 横浜市立新鶴見小学校
- 横浜市立矢向小学校

## 著名な出身者
- 宇佐美吉啓（ダンサー、EXILE）[5]
- 桜塚やっくん（お笑いタレント、元あばれヌンチャク）[6]
- 孫喆（囲碁棋士）[7]
- たいがー・りー（お笑いタレント）[6]